# Карліс Улманіс
Ка́рліс А́вгустс Вільге́льмс У́лманіс (латис. Kārlis Augusts Vilhelms Ulmanis, у російській традиції Карл Индрикович Улманис, пропагандистський титул — Lielais sējējs — «Великий сіва́ч»; 23 серпня (4 вересня) 1877 — 20 вересня 1942) — латвійський державний і політичний діяч. Президент та фактичний диктатор Латвійської республіки у 1936—1940 роках, до її окупації СРСР.

## Біографія

### Дитинство
Народився 4 вересня (за новим стилем) 1877 року в маєтку Пікші (тоді Добельський повіт Курляндської губернії, Російська імперія; нині Берзе, Берзька волость, Добельський край, Латвія) в сім'ї заможних селян Індрікіса й Лізете. Зараз тут музей.
Навчатися почав у 9 років у свого хрещеного батька вчителя Крістапса Ціруліса у Берзеській волосній школі. Після того — в Олександрівській міській школі в Єлгаві, яку так і не закінчив, пізніше — в реальній школі, яку нібито закінчив 1896 року. Восени того ж року вирушив до Східної Прусії й наступного року закінчив там курси молочного господарства. За згадками його однокласників, він добре знав математику та німецьку мову.

### Освіта

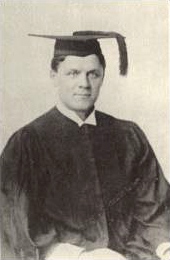
К. Улманіс — студент

Здобував освіту в різних навчальних закладах Європи та ледве не став громадянином США, але так і не закінчив Єлгавське реальне училище. Це перешкодило йому здобути вищу освіту. Він намагався вчитися у європейських університетах, але двічі відраховувався задовго до їхнього закінчення. Причому обрані ним програми вищої освіти були швидше академічними сільськогосподарськими курсами, а не серйозним навчанням на бакалавра.
Виписки про успішність Улманіса показують, що він занадто захоплювався предметами вільного вибору, залишаючи більшість обов'язкових на більш пізній час. Так він закінчив тільки один курс з трьох Цюрихського політехнікуму, два роки, від 1903 до 1905, навчався в Сільськогосподарському інституті Лейпцизького університету. Але обрана програма не давала жодних академічних ступенів, а нагадувала сільськогосподарські курси, після закінчення яких їхні учасники складають іспит, щоб узагальнити свої знання. Однак Улманіс пізніше самовільно привласнив собі кваліфікацію агронома, яку насправді, навіть при всьому бажанні, здобути не міг.

### Початок політичної діяльності
Влітку 1905-го Улманіс повернувся до Латвії, де опублікував статті в сільськогосподарських журналах і вів практичні курси на такі популярні теми як свинарство та виробництво сиру. 22 листопада 1905 він опублікував у журналі «Lauksaimnieks» антидворянську та певною мірою антиросійську статтю (пізніше Ульманісу припишуть, що він чи не перший, хто порушив проблему латиської мови у школах). Улманіса заарештували і доправили до Пскова, але за півроку звільнили. Оскільки влада продовжувала розслідування, Улманіс вирішив емігрувати. Ніхто йому в цьому не перешкоджав. Він виїхав до Лейпцига, де працював у невеликій сільськогосподарській зимовій школі. Але 29-річному майбутньому президенту було необхідно щось робити, аби прогодувати себе, і за рік він вирішив почати нове життя у США. Оскільки грошей на дорогу не було, він позичив їх у Каугурського сільськогосподарського товариства, якому і так був винен 200 карбованців. Позику Улманіс отримав під обіцянку видати книгу про вершки і сир.
В офіційній біографії Улманіса згодом стверджувалося, що активіст революції 1905 року тікав від переслідувань царської влади до Америки, навчався та викладав у кількох навчальних закладах, успішно керував кількома підприємствами і повернувся додому після амністії 1913 року. Насправді влітку 1907 року Улманіс працював на фермі, а потім на молочному заводі у штаті Небраска як простий робітник. Наслідком тяжкої роботи незабаром стали фізична перевтома та хвороба. Вийшовши з лікарні, Улманіс обрав більш сприятливий для здоров'я рід занять — навчання в університеті штату Небраска на зимових сільськогосподарських курсах.
Улманіс умів подобатися людям і переконувати їх у своїх планах. Цей дар пізніше він використав у політичній діяльності. Позичивши у різних осіб і в банку 1500 доларів (значну на той час суму), Карліс Улманіс 1911 року придбав молочний завод у Х'юстоні (штат Техас). Після двох років господарювання підприємство збанкрутувало. 1913, не повернувши грошей кредиторам, і, скориставшись амністією, повернувся до Латвії.
Після повернення Улманіс як агроном працював у Балтійському (раніше Каугурському) сільськогосподарському товаристві, редагував газету товариства «Zeme», читав лекції, закликав латиських хліборобів піднімати культуру сільського господарства, любити сільське життя та працю. 1915 року Карліс Улманіс перейшов на роботу до Ризького центрального сільськогосподарського товариства.

### Улманіс на чолі Латвії

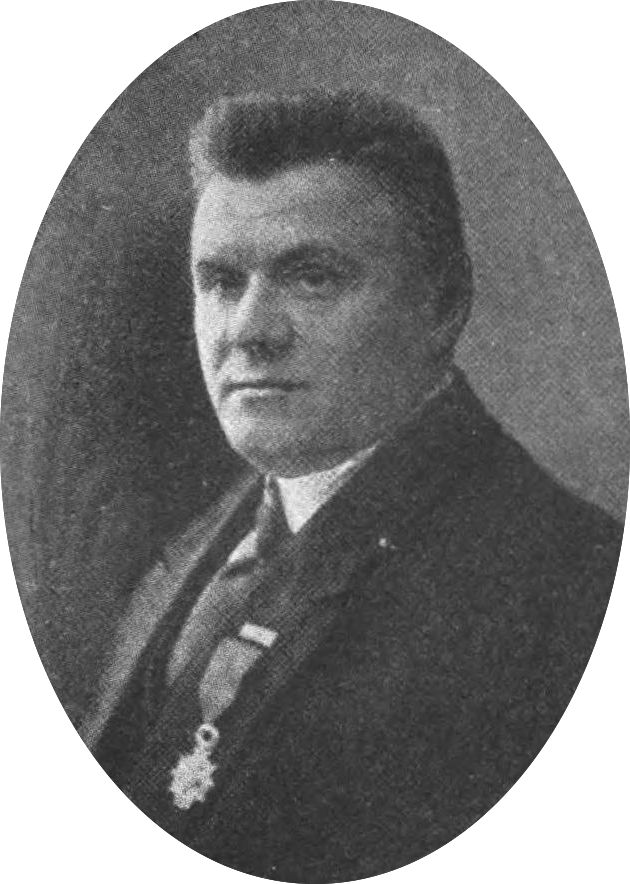
Фотопортрет 1919 року

Парад айзсаргів — опори режиму К. Улманіса

У квітні 1917 року Карліса Улманіса обрали до Відземської земської ради, а рада в свою чергу обрала його віцегубернатором Відземе. Того ж місяця Улманіс заснував Латвійський селянський союз, яким керував весь час його існування. Після захоплення Риги німцями він активно діяв у демократичному блоці та, за офіційною біографією, нібито вів енергійну ідейну боротьбу проти намірів німців підпорядкувати латишів німецькій владі. 1 червня 1918 року разом з Ризьким центральним сільськогосподарським товариством переїхав до Прієкулі та заснував комітет з надання допомоги окупованій Відземе. 1 липня того ж року він обійняв посаду редактора журналу «Latvijas lauksaimnieks» («Сільський господар Латвії»).
Після Комп'єнського перемир'я 15 листопада 1918 року Карліс Улманіс скликав у Валці Селянський з'їзд, на якому закликав заснувати Латвійську державу, та разом із 13 делегатами поїхав до Риги втілити той задум. Завдяки зусиллям Улманіса вже 17 листопада в Ризі утворилася Латвійська народна рада, яка наступного дня — 18 листопада 1918 року — проголосила самостійну і незалежну Латвійську державу.
Народна рада одностайно обрала його першим президентом міністрів. Президент Карліс Улманіс утворив Тимчасовий уряд, в якому він сам узяв обов'язки міністрів постачання, рільництва і до повернення Зігфріда Ме'ровіца 28 червня 1919 з-за кордону — пост міністра закордонних справ. Головним у своїй програмі дій Карліс Улманіс вважав визволення та зміцнення держави, вирішення продовольчого питання, здійснення аграрної реформи та відновлення господарського, а також культурного життя країни. Він установив зв'язки з багатьма іноземними державами, керував створенням і організацією державних установ, органів самоврядування, створив національну армію та дбав про її забезпечення, сприяв також утворенню організації айзсаргів.
Для того щоб здобути підтримку інших держав у процесі якнайшвидшого звільнення Латвії від ворога, як пише література другої половини 1930-х років, Карліс Улманіс сам виїхав за кордон, домігся домовленості з Естонією про організацію Північнолатвійської армії й уклав договір про першу зовнішню позику для потреб військових сил і жителів країни. 13 липня 1919 року Карліс Улманіс утворив другий уряд з ширшою політичною базою і сам, так само як і в першому уряді, взявся за виконання обов'язків міністрів постачання і землеробства, а від 16 жовтня — ще й військового міністра. 8 грудня 1919 року Карліс Улманіс створив свій третій уряд, разом з посадою президента обійнявши й посаду військового міністра. Під час роботи того кабінету Карліс Улманіс успішно продовжував роботу з будівництва держави, а національна армія звільнила від більшовиків Латгале.
Після скликання Установчих зборів Карліс Улманіс 11 червня 1920 року сформував четвертий уряд, який під керівництвом президента розробив проект закону про аграрну реформу, розпочав підготовчі роботи до аграрної реформи, уклав договір про відновлення відносин з Німеччиною і мирний договір з Радянським Союзом, а також договір про реевакуацію біженців, видав правила про державні позики для відновлення господарського життя.
15 червня 1921 року Карліс Улманіс залишив посаду президента міністрів. 18 червня 1922 року за пропозицією Карліса Улманіса заснували Фонд культури. 22 грудня 1925 року Улманіс знову прийняв обов'язки президента міністрів і виконував їх до 4 травня 1926 року, але від 4 травня того ж року і до 17 грудня він був міністром закордонних справ.

### Переворот і диктатура

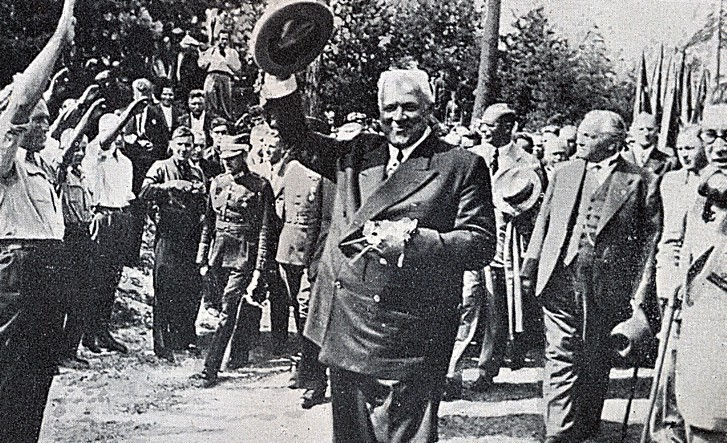
Улманіс на урочистостях. 1934 рік

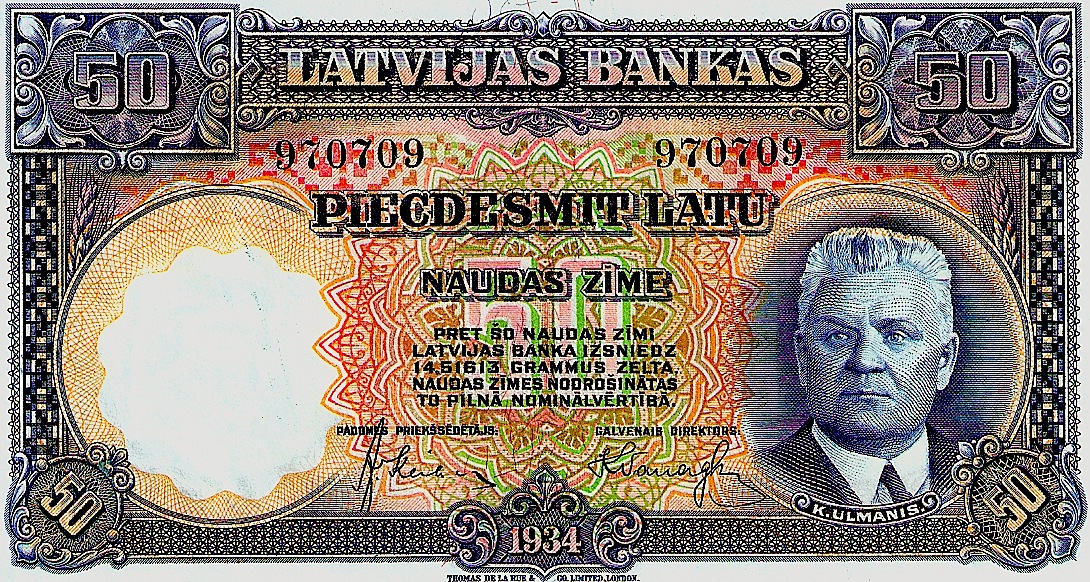
Улманіс на купюрі 50 латів

Лідер і засновник партії «Селянський союз», Карліс Улманіс був першим прем'єр-міністром Латвійської республіки. Однак у ті часи він не був абсолютним лідером. У народі більшу популярність мали Яніс Чаксте і Зіґфрід Анна Меєровіц. Та й пізніше, за умов економічної кризи початку 1930-их років, його партія не мала абсолютної більшості прихильників. На виборах до Сейму 1931 року Селянський союз виборов лише 12 % голосів і 14 місць у Сеймі. Сам Улманіс пройшов до парламенту тільки після того, як той, хто був у списку вище за нього, відмовився від депутатського місця на його користь.
Осінні вибори 1934 року обіцяли Карлісу Улманісу повну катастрофу (до речі, в газетах того часу його називали «батьком латвійської корупції»). Тоді він вирішив піти ва-банк — розігнати парламент і стати «батьком нації». Тим більше, що подібні перевороти з ліквідацією законодавчої влади вже були здійснені в Литві 17 грудня 1926 та в Естонії 12 березня 1934. Тому 15 травня 1934 року Карліс Улманіс, спираючись на підтримку військового міністра Балодіса, стягнув до Риги війська й айзсаргів.
Було захоплено всі урядові будівлі, у президента Альбертса Квіесіса відімкнули телефон, Сейм ліквідували, діяльність усіх політичних партій, крім Селянського союзу, припинили, профспілки було розпущено, а їхній будинок на вулиці Брунінієку був переданий айзсаргам. Всього було ліквідовано 29 профспілок, 179 різних громадських організацій, як правого, так і лівого спрямування, і 31 газета. Переворот був безкровним. У профілактичних цілях лише заарештували третину депутатів колишнього Сейму. Втім переважну частину арештантів невдовзі звільнили. Були ліквідовані й виборні органи місцевого самоврядування. У країні запанувала вертикаль влади, коли всіх чиновників призначали згори.
Вже у липні в Ризі відбулось грандіозне свято «Пісні відродження». Відродженням іменували переворот 15 травня 1934 року. У країні почав наполегливо формуватися культ «вождя нації». Портрет Улманіса красувався на паперових грошах, поштових марках, його портрети висіли в усіх публічних місцях. Цікавим фактом є те, що від 15 травня 1934 до 11 квітня 1936 року Улманіс правив країною на посаді міністра закордонних справ, і лише за 5 днів (16 квітня) після самопроголошення себе президентом і главою уряду пішов з посади голови МЗС.
Перетворень під час нового режиму зазнала й Рига. Почалась грандіозна перебудова Вецриги (Старого міста). Було знесено цілий квартал стародавніх будинків, на місці яких спорудили помпезну будівлю Міністерства фінансів та Державного радіо. Тоді й з'явилася площа 15 Травня (нинішня Домська площа). Ульманіс не любив Вецригу, вважаючи її німецьким містом. Тому він планував прорубати на місці вулиці Калька широченний проспект і побудувати поруч із Будинком Чорноголових нову будівлю Ризької думи з високою вежею-хмарочосом.
Як і личить вождю, Улманіс використовував численні афоризми. Серед них такі, як «Наше майбутнє — в телятах», «Що є — то є, чого нема — того нема». Але найвідоміший афоризм «Залишайтеся на своїх місцях, а я залишаюся на своєму» він виголосив пізніше, 17 червня 1940. Головною заслугою Улманіса вважають економічне зростання Латвії в 1934-39 роках.

### Останні роки
Маючи набагато сильнішу армію, ніж у Фінляндії, Улманіс все ж не наважився, на відміну від маршала Карла Манергейма, опиратись Сталіну і занапастив країну. Він зробив все, щоб латвійська армія навіть не думала про опір, і вимагав від усіх «залишатися на своїх місцях». Мало того, 16 червня латвійське МЗС просить відкласти на 10 годин призначене на 17 червня вторгнення, щоб радянським військам на дорогах не заважали місцеві жителі, що йдуть на Свято пісні в Даугавпілсі. Адже серед них «багато хто буде у стані сп'яніння, і представникам влади буде важко забезпечити необхідний порядок». Підпис Улманіса значиться під указом від 20 червня 1940 року про формування уряду народної єдності на чолі з Августом Кірхенштейном. Улманіс залишився президентом держави аж до виборів 21 липня 1940 року до Народного Сейму. Результати виборів він визнав і передав владу Августу Кірхенштейну. Після чого попросив у Сталіна довічну пенсію.
22 липня 1940 року Улманіса відправили до Ворошиловська. Жив він у центрі, у двокімнатній квартирі, доволі безбідно. Однак з міста його не випускали. Після початку війни 5 липня 1941 року Карліса Улманіса заарештували й ув'язнили, після чого перевели до туркменського Красноводська. Там він і помер 20 вересня 1942 року у 65-річному віці — за офіційною версією, від серцевої недостатності (за іншими даними — від дизентерії). Могила його досі не знайдена, хоча було здійснено кілька експедицій, які провели генетичну експертизу решток багатьох скелетів у секторі тюремного кладовища, де найімовірніше було поховано Улманіса. Нещодавно з'явились непідтверджені дані, що могила Улманіса може знаходитись у грузинському місті Горі.

## Оцінка діяльності
У деяких виданнях стверджується, що Латвія за рівнем добробуту посідала провідні позиції в Європі. Втім насправді прихід до влади диктатора збігся з кінцем світової економічної кризи 1929-32 років. Великі держави почали готуватись до війни і створювали запаси продовольства. Латвійське масло і бекон знову були у великій ціні. Державний капіталізм і став основою економічної політики Улманіса. Створювали державні акціонерні товариства, а приватні підприємства викуповували. Галузі промисловості поділялись на камери (або палати) за зразком корпорацій у Муссоліні та Франко, що дало змогу ефективно використовувати державне регулювання економіки. Так, протягом 1934—1938 років було створено шість професійних палат: торгово-промислова, сільськогосподарська, ремесел, праці, літератури і мистецтва, професій. За їхньою діяльністю спостерігали спеціальні органи — Державна господарська рада і Державна рада з культури. Палати контролювали всі інші професійні об'єднання, в основному місцеві. Членів палат (90-100 осіб у кожній) призначали відповідні міністри. Улманіс вважав, що палати реально представляють інтереси народу, тоді як партії — тільки інтереси партійної бюрократії.

Марка 2001 року з зображенням К. Улманіса

У часи радикалізації суспільства майбутній президент Улманіс вирвав ініціативу у крайніх правих та лівих, взявши курс на аполітичний націоналізм з авторитарним режимом правління. Але це породжувало корупцію. Іншим напрямом було будівництво національної держави з усіляким обмеженням прав національних меншин — росіян, євреїв, поляків тощо. Ідея латиської Латвії зробила чужими цій державі більшість нелатишів.
Естонський історик Магнус Ілмярв 2000 року знайшов у московських архівах документи, з яких випливає, що Селянський союз Улманіса у 1920-их роках отримував гроші від Сталіна через Ризький транзитний банк та пов'язані з Улманісом фірми. Також є архівні дані, що він спонсорував компартію Латвії напередодні виборів, за результатами яких було ліквідовано незалежність Латвії.
За Улманіса проводилась жорстка національна політика, зокрема проти слов'янських народів та латгальців. Щодо останніх, то перейменовували на латиський зразок топоніми, власні імена, а самих латгальців почали називати просто католиками, які перекручують латиську мову. Після перепису 1935 року було названо цифру — 75 % жителів країни є латишами, тобто, близько 600 тисяч латгальців були записані латишами.

## Пам'ять

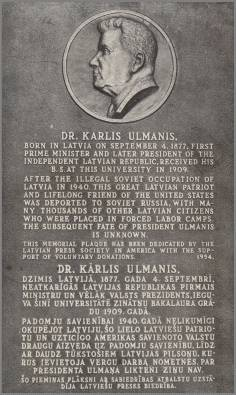
Меморіальна дошка на університеті Небраски

У радянських енциклопедіях правління Карліса Улманіса, який керував країною від 1934 до 1940 року, йменують фашистською диктатурою, але показовим є те, що після перевороту 15 травня було заборонено Перконкрустс — організацію з антисемітськими та пронацистськими поглядами.
Багато сучасних латвійських істориків, навпаки, говорять про цей період, як про час найбільшого розквіту держави. Тому й досі більшість латишів вважає його національним героєм. Але Карліс Улманіс 15 травня 1934 розігнав Сейм та узурпував владу, після чого його почали називати не інакше як «господарем землі латвійської». Тому деякі демократи та проросійські сили нині ставлять під сумнів легітимність перебування портрету Улманіса в галереї портретів президентів у Ризькому замку.
Зараз у багатьох містах Латвії, зокрема у Ризі (2003), зведено пам'ятники Карлісу Улманісу. У Пікшасі, його рідному хуторі, є пам'ятник і музей, присвячені життю президента. 1954 року на корпусі університету Небраски на честь Карліса Улманіса встановлено меморіальну дошку. Планується відкрити пам'ятник у місті Туркменбаші, що в Туркменістані, де помер Улманіс.

## Особисте життя
Карліс Улманіс ніколи не був одружений, і немає жодних записів про те, що він мав стосунки з жінками. Коли його одного разу запитали, чому він не одружений або не має другої половинки, він відповів: «Я одружений з Латвією, і цього мені достатньо». За його життя побутували чутки про його сексуальну орієнтацію, зокрема, йшлося про те, що він гомосексуал. Чутки підживлювали близькі стосунки Улманіса з двома його співробітниками-чоловіками, а також те, що сам Улманіс не надавав жодної інформації про своє особисте життя. У нього не було дітей, хоча у його брата були, а племінник Улманіса Ґунтіс Улманіс згодом став президентом Латвії. Ця інформація використовувалася для чорного піару.

## Нагороди
- Орден Лачплесіса III класу
- Орден Трьох Зірок I класу (з ланцюгом)
- Орден Вієстура I класу
- Хрест визнання I класу
- Орден Білого Орла (Польща)
- Орден Білої троянди I класу (Фінляндія)
- Орден Корони Італії I класу (Італія)
- Орден Орлиного хреста I класу (Естонія)
- Орден Відродження Польщі I класу (Польща)
- Орден Леопольда I I класу (Бельгія)
- Орден Полярної зірки I класу (Швеція)
- Орден Вази I класу з ланцюгом (Швеція)
- Орден Корони I класу (Бельгія)
- Орден Святого Олафа I класу (Норвегія)
- Орден Білої зірки I класу з ланцюгом (Естонія)
- Орден Білого лева I класу з ланцюгом (Чехословаччина)
- Орден Святих Маврикія та Лазаря I класу (Італія)
- Орден Пія IX I класу (Ватикан)
- Орден Почесного легіону I і V класу (Франція)
- Хрест Свободи 3 класу I ступеня (Естонія)
- Орден Вітовта Великого I класу з ланцюгом (Литва)

## Цікаві факти
- Карліс Улманіс є автором популярного трактування кольорів стяга Латвії. Він пояснював їх так:

|  | Білий колір означає законність і правду, честь і правдомовність громадян, а червоний — кров, пролиту в боротьбі за волю й незалежність, за народ і батьківщину. |

Танк «Міністр-президент Улманіс»

- Під час бойових дій латишів з більшовиками англійці надіслали латвійській армії три танки Mark V, один з яких був названий на честь Улманіса — «Minstr. Pres. Ulmanis»[29][30].
- Два роки Улманіс тримав усю владу в руках на посаді міністра закордонних справ, при цьому на своїй посаді залишався законно обраний президент Альбертс Квіесіс, і лише після закінчення каденції останнього Улманіс проголосив себе президентом та головою уряду[31].
- 2007 року селекціонер Ріхард Кондратович вивів сорт рододендронів «Карліс Улманіс». Вони мають білий колір та хвилясті краєчки пелюсток, висота кущів становить 1 метр, цвітуть у кінці травня[32][33].